# シクロペンタジエニルアニオン
化学において、シクロペンタジエニルアニオン（cyclopentadienyl anion）またはシクロペンタジエニド（cyclopentadienide）は、化学式 [C5H5]−を持ち、Cp−と略記される芳香族分子種である。シクロペンタジエンを脱プロトン化することで得られる。
正五角形、平面、環状のイオンである。6つのπ電子（4n + 2、n = 1）を持ち、芳香族性のヒュッケル則を満たす。配位子として金属原子に配位できる。
示されている構造は5つの共鳴寄与体が混合したものであり、それぞれの炭素原子は等しい負電荷を担っている。
シクロペンタジエニルアニオンの塩は安定に存在できる（例: シクロペンタジエニルナトリウム）。
シクロペンタジエニルアニオン（シクロペンタジエニルラジカルではない）の配位化合物はシクロペンタジエニル錯体と呼ばれる。ビスシクロペンタジエニル錯体はメタロセンと呼ばれる。